# Muurkaardespin
De muurkaardespin (Amaurobius similis) is een spin uit de familie nachtkaardespinnen (Amaurobiidae).

## Kenmerken
Het vrouwtje kan een lengte bereiken van 9 tot 12 mm en het mannetje 6 tot 8 mm.
Het kopborststuk is roodbruin maar de kop is een stuk donkerder dan het borststuk. Het achterlijf heeft een donkere middenstreep die in de lengte gedeeld wordt door een lichtere streep en wordt geflankeerd door een geelachtig stuk. De poten zijn gemarkeerd met donkere ringen.

## Leefwijze
Hij maakt een zijden schuilplaats in spleten. Om de ingang heen maakt hij een grof web van kleverige, blauwwitte, fijne zijde.

## Verspreiding
De spin komt voor in vrijwel heel Europa met uitzondering van IJsland, Finland en Zweden. Vaak is hij te vinden in buitengebouwen, oude muren en dergelijke.